# Jantar
Jantar (Duits:Pasewark) is een kustplaats in het Poolse district  Nowodworski (Pommeren), woiwodschap Pommeren. De plaats maakt deel uit van de gemeente Stegna en telt 940 inwoners.
De plaats is gelegen aan de provinciale weg 501 (Droga wojewódzka 501).

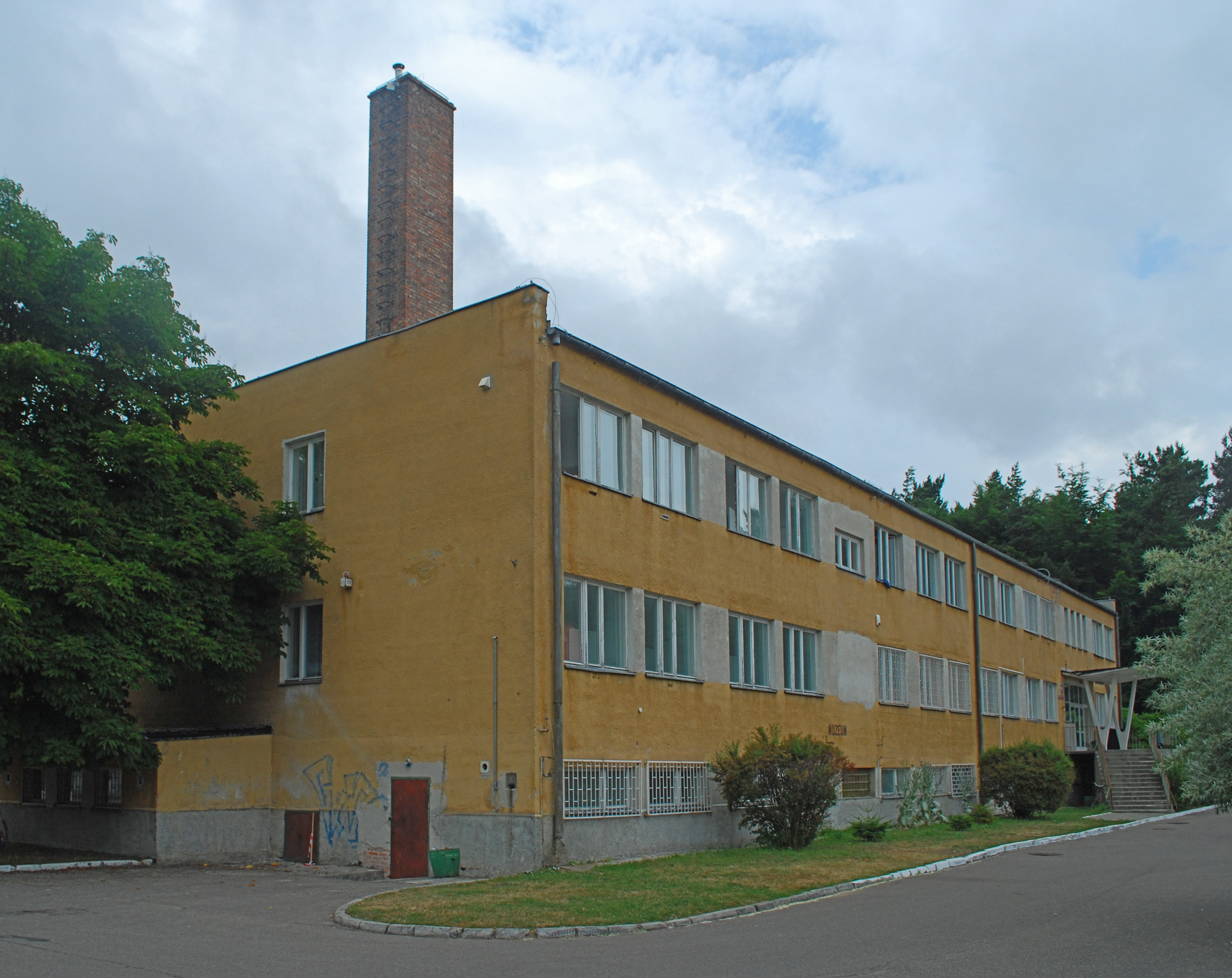
Museum
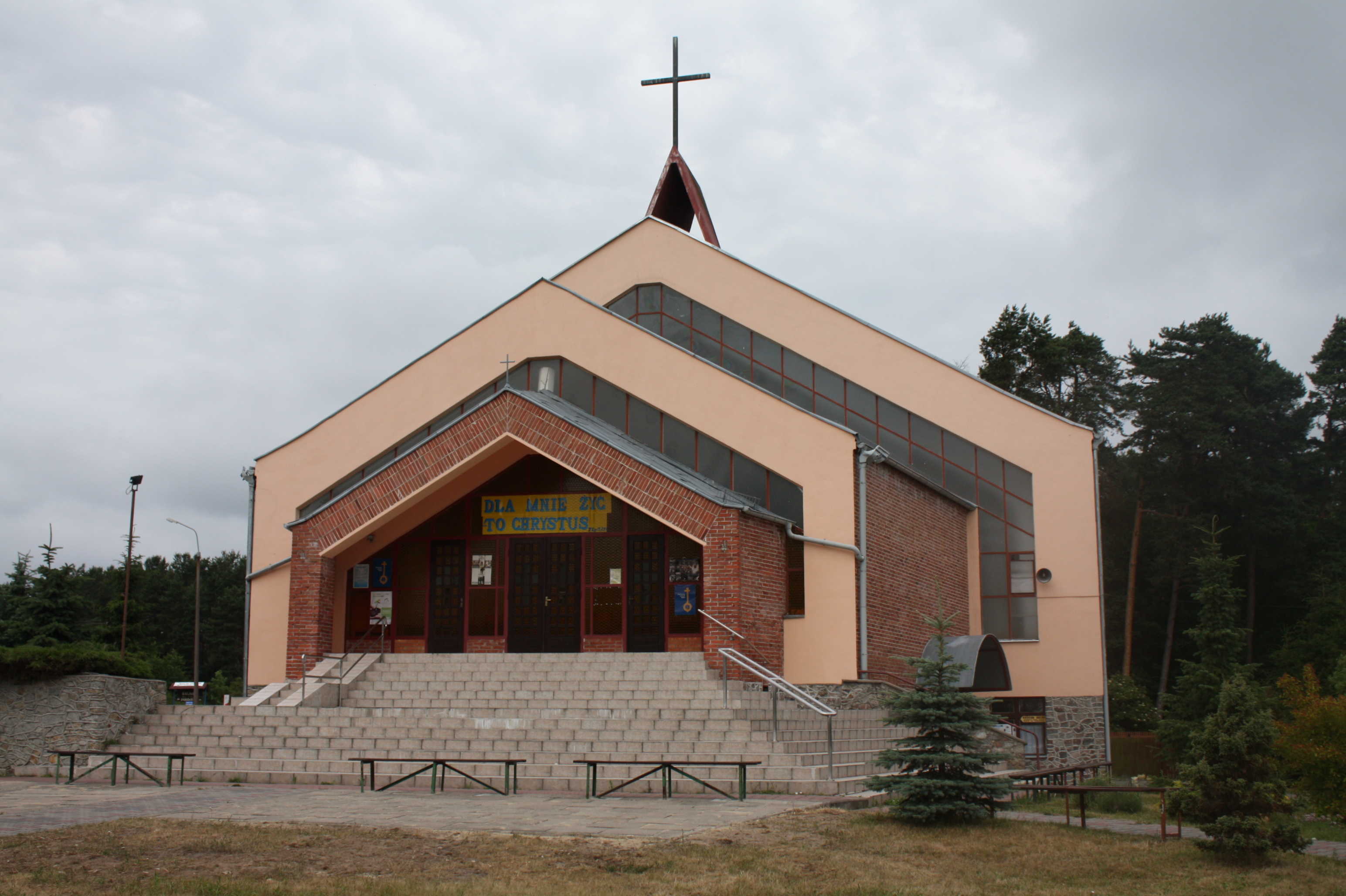
Kerk